# La Cueillette des olives
La Cueillette des olives est un tableau réalisé par le peintre néerlandais Vincent van Gogh en 1889. De format horizontal, cette huile sur toile est une scène de genre qui représente trois femmes procédant à la cueillette d'olives à l'aide d'un escabeau, dans une oliveraie. Léguée par Chester Dale en 1963, l'œuvre est conservée à la National Gallery of Art, à Washington, aux États-Unis.
D'autres versions existent ailleurs dans le monde, notamment à Athènes, en Grèce, et à New York, aux États-Unis.

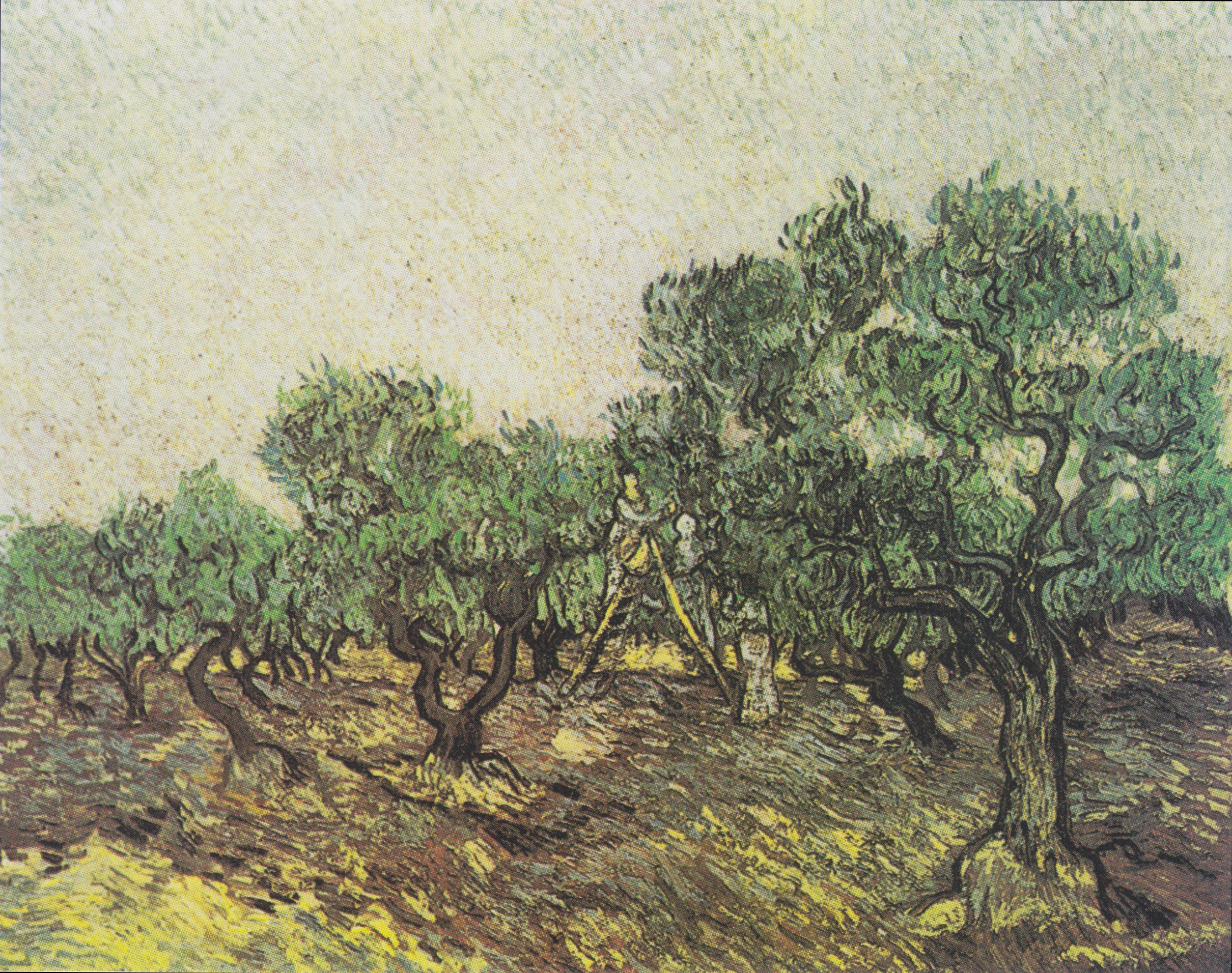
Fondation Vassílis et Elísa Goulandrís, Athènes[2].
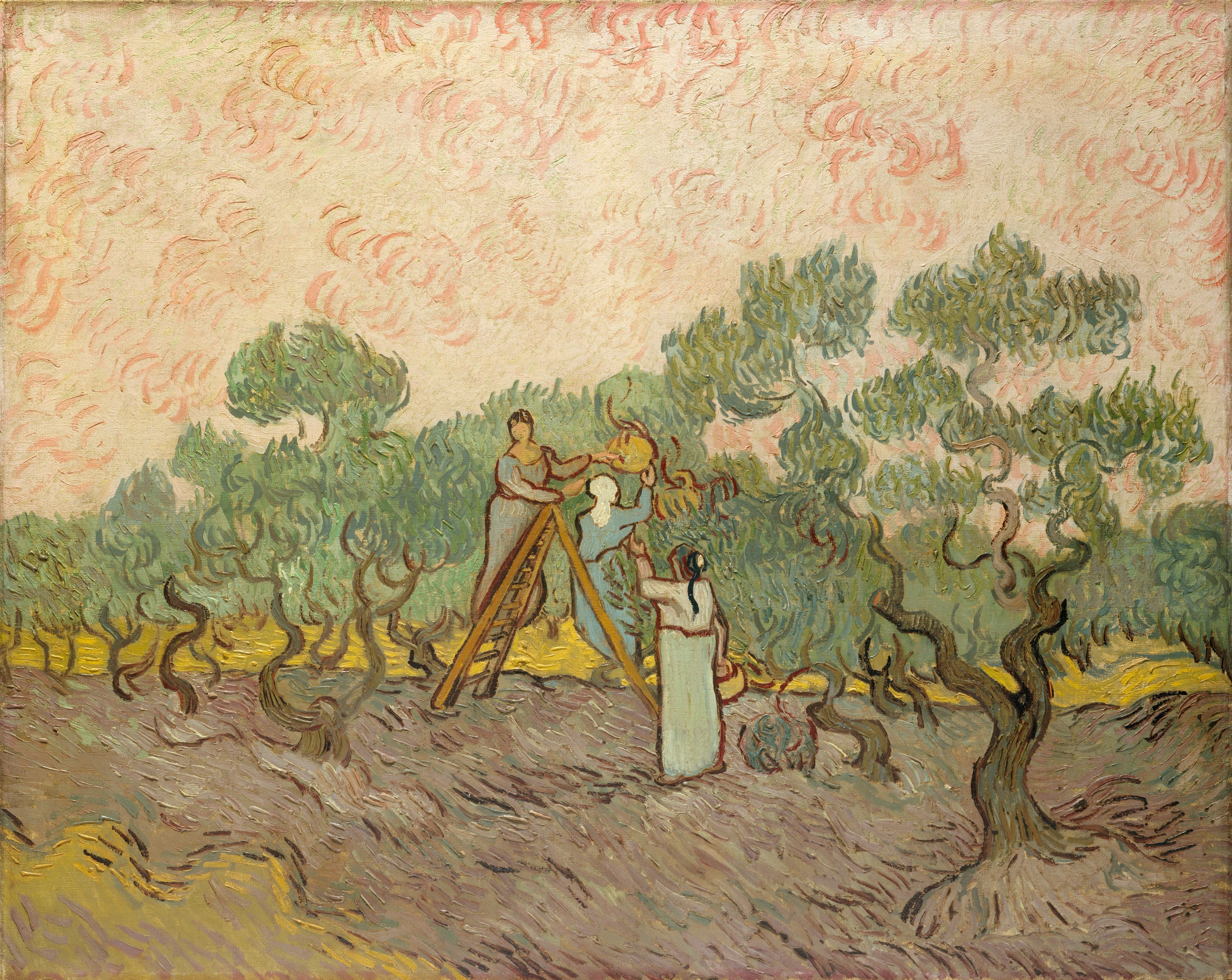
Metropolitan Museum of Art, New York[3].